# Artiom Makiejonok
Artiom Tichonowicz Makiejonok, ros. Артем Тихонович Макеенок (ur. 30 stycznia 1901 r. we wsi Konczany na Białorusi, zm. ?) – radziecki wojskowy (podpułkownik), propagandysta Rosyjskiej Armii Wyzwoleńczej, a następnie szef oddziału ćwiczebnego i wykładowca w szkole oficerskiej ROA podczas II wojny światowej.
W 1913 r. ukończył szkołę wiejską. Od poł. kwietnia 1918 r. uczestniczył w wojnie domowej w Rosji po stronie bolszewickiej. Był żołnierzem 4 Pułku Pskowskiego. Od czerwca tego roku w rejonie Siebieża walczył przeciwko wojskom niemieckim, zaś od grudnia tego roku w rejonie Wilna przeciwko Wojsku Polskiemu. W czerwcu 1919 r. został ranny. Do września tego roku leczył się w szpitalu wojskowym w Witebsku, po czym powrócił do 153 Pułku Strzeleckiego. W lutym 1920 r. został zdemobilizowany, ale w listopadzie tego roku ponownie zmobilizowano go do armii bolszewickiej. Służył w 15 Pułku Zapasowym w Możajsku. W styczniu 1921 r. odkomenderowano go do 153 Pułku Strzeleckiego. Po ukończeniu oficerskich kursów piechoty w Mińsku dowodził plutonem 12 Pułku Strzeleckiego. Od marca 1923 r. był dowódcą plutonu i pełniącym obowiązki dowódcy kompanii szkoleniowej w zachodniej szkole piechoty. We wrześniu 1927 r. ukończył białoruską połączoną szkołę piechoty, po czym został dowódcą kompanii 88 Pułku Strzeleckiego. W kwietniu 1931 r. objął funkcję dowódcy kompanii karabinów maszynowych 121 Kriworoskiego Pułku Strzeleckiego. Od września tego roku jednocześnie pełnił obowiązki szefa sztabu jednego z batalionów pułku. Od stycznia 1935 r. dowodził kompanią strzelecką połączonej szkoły piechoty w Kijowie. W lutym 1936 r. został wykładowcą taktyki i jednocześnie dowódcą kompanii w szkole piechoty w Odessie. Po ukończeniu wyższych strzelecko-taktycznych kursów dowódców piechoty "Wystrieł" w Moskwie w połowie czerwca 1939 r., był wykładowcą taktyki na tych kursach. Następnie w stopniu majora objął dowództwo 1330 Pułku Strzeleckiego 2 Dywizji Strzeleckiej. Od 29 stycznia 1942 r. w stopniu  podpułkownika dowodził 381 Pułkiem Strzeleckim 109 Dywizji Strzeleckiej, broniącym Sewastopola. Po rozbiciu pułku dostał się do niewoli niemieckiej. Przebywał w obozie jenieckim we Włodzimierzu Wołyńskim, zostając komendantem straży obozowej. Po zlikwidowaniu obozu w maju 1943 r., przeniesiono go do obozu jenieckiego w Limburg an der Lahn. W lipcu tego roku wstąpił do Rosyjskiej Armii Wyzwoleńczej (ROA). Po ukończeniu szkoły propagandystów ROA w Dabendorfie pod Berlinem objął funkcję propagandysty ROA w oflagu pod Norymbergą. Od listopada 1944 r. w stopniu podpułkownika wykładał w szkole oficerskiej ROA. Jednocześnie stał na czele oddziału ćwiczebnego szkoły. W marcu 1945 r. za sympatie prosowieckie na krótko został aresztowany przez kontrwywiad Sił Zbrojnych Komitetu Wyzwolenia Narodów Rosji. 9 maja tego roku poddał się Amerykanom. 19 sierpnia przekazano go stronie sowieckiej. Po deportacji do ZSRR został skazany na karę 10 lat łagrów. Dalsze jego losy są nieznane.